# أسلام أباد (بمبور الشرقي)
أسلام أباد (بالفارسية: اسلام‌آباد) هي قرية تقع في إيران في قسم بمبور الشرقي الريفي. يقدر عدد سكانها بـ 634 نسمة بحسب إحصاء 2016.